# (4740) Veniamina
(4740) Veniamina (1985 UV4) – planetoida z pasa głównego asteroid okrążająca Słońce w ciągu 4,47 lat w średniej odległości 2,71 j.a. Odkryta 22 października 1985 roku.